# Чорний музей
«Чорний музей» (англ. Black Museum) — шостий і заключний епізод четвертого сезону телесеріалу-антології Чорне дзеркало. Сценарій написав творець серіалу Чарлі Брукер, частково адаптувавши оповідання Болезалежний авторства Пенна Джиллетта. Режисером став Колм Мак-Карті. Прем'єра відбулася на каналі Netflix 29 грудня 2017.
Епізод являє собою антологію із трьох історій, розказаних Роло Гейнсом (Дуґлас Годж), власником заміського «Чорного музею», його відвідувачці Ніш (Летиція Райт). Усі його історії стосуються окремих експонатів музею та пов'язані з технологіями, які дозволяють досліджувати межі людської свідомості та переносити її.

## Сюжет

### Пролог
Чекаючи, поки її машина зарядиться, Ніш (Летиція Райт) заходить до «Чорного музею», який містить автентичні кримінальні артефакти. Вона зустрічає власника музею Роло Гейнса, який проводить для неї екскурсію, розповідаючи про окремі експонати. Історії, які він розповідає, показано як флешбеки.

### Історія Пітера Доусона
У минулому Гейнс був рекрутером у компанії з нейронаукових досліджень. Він переконує лікаря Пітера Доусона (Деніел Лапейн) взяти участь в одній із їхніх програм. Йому вмонтовують чип, який дозволяє йому фізично відчувати те, що відчувають його пацієнти, що значно полегшує діагностику. Крім того, Доусон використовує цей пристрій і під час сексу зі своєю дівчиною, збільшуючи задоволення для них обох. Одного разу до лікарні потрапляє сенатор, якого отруїли. В той час, як Доусон використовує свій пристрій, пацієнт помирає. Доусон непритомніє, а після того, як приходить до тями, починає отримувати задоволення від болю. Він користується пристроєм задля сексуального збудження, яке йому дає біль пацієнтів, замість того, щоб визначати їхній діагноз. Зрештою, його виганяють із лікарні, і він продовжує завдавати собі різного болю. З часом він усвідомлює, що біль без страху не приносить йому задоволення, і вбиває безхатченка. Його заарештовують, але він назавжди лишається у вегетативному стані.

### Історія Керрі
У теперішньому, Ніш дає Гейнсу ковтнути води, бо система кондиціонування у музеї зламана, і Гейнс починає розповідь про плюшеву мавпу. Гейнс переконав чоловіка на ім'я Джек (Алдіс Годж) перемістити свідомість його коматозної дружини Керрі (Александра Роуч) у його власний мозок. Спочатку Керрі отримує задоволення від того, що поділяє відчуття Джека, у тому числі обійми з їхнім сином Паркером. Втім, спільна свідомість починає відбиватися на парі: Джек не має приватності, а Керрі не має суб'єктності у реальному світі. Гейнс дає Джеку можливість «ставити на паузу» дружину. Джек зустрічає Емілі, і вона змушує його перемістити свідомість Керрі до плюшевої мавпи, яку вони дарують Паркеру. Мавпа може вимовляти дві фрази: «Мавпа любить тебе» замість «так» та «Мавпі потрібні обійми» замість «ні». Керрі лютує, проте Емілі погрожує видалити її, якщо вона не буде поводитись нормально. З часом Паркеру набридає іграшка, і він забуває про неї. У теперішньому часі Гейнс каже, що переміщення свідомості Керрі до мавпи було визнано незаконним та призвело до його звільнення. Також він каже, що Керрі досі у мавпі, оскільки видалити її теж було б незаконно.

### Історія Клейтона
Гейнс та Ніш просуваються до головного атракціону в музеї: зловісної голограми Клейтона Лі (Бабс Олусанмокун). Гейнс змусив засудженого убивцю Клейтона підписати права на його посмертну свідомість, якщо його засудять на смерть. Після страти Клейтона Гейнс відроджує його у своєму музеї у вигляді голограми. Клейтон використовується для симуляції електричного стільця: кожен відвідувач може «вбити» його та отримати міні-копію Клейтона у вічній агонії, яку використовують як брелок.

### Епілог
У теперішньому часі Гейнс починає задихатися. Ніш зізнається, що вона донька Клейтона. Вона зламала кондиціонер музею та отруїла воду, якою напоїла Гейнса. Вона запевняє, що її батько був невинен, але, оскільки суд так і не скасував рішення про страту, протести, які починалися, швидко згасли. Тим часом музей втрачав привабливість і Гейнс змушений був мати справу з відвертими садистами та расистами, які отримували задоволення, катуючи Клейтона. Зрештою, вони довели голограму до божевілля, Клейтон більше не показував жодних ознак «життя». Це змусило мати Ніш випити «пляшку горілки і банку пігулок». Гейнс помирає, а Ніш переміщує його свідомість у голограму Клейтона. Вона ставить симуляцію електричного стільця на максимум, убиваючи його, та зберігає сувенір зі свідомістю Гейнса, яка перебуває у постійній агонії. За всім цим спостерігає  мавпа, у якій міститься свідомість Керрі.
Ніш говорить зі своєю матір'ю, і стає зрозуміло, що вона поділяє свою свідомість із материною, як ділили свідомість Керрі та Джек. Ніш їде геть, а її мати починає плакати від щастя, бачачи, як палає Чорний музей.

## Виробництво

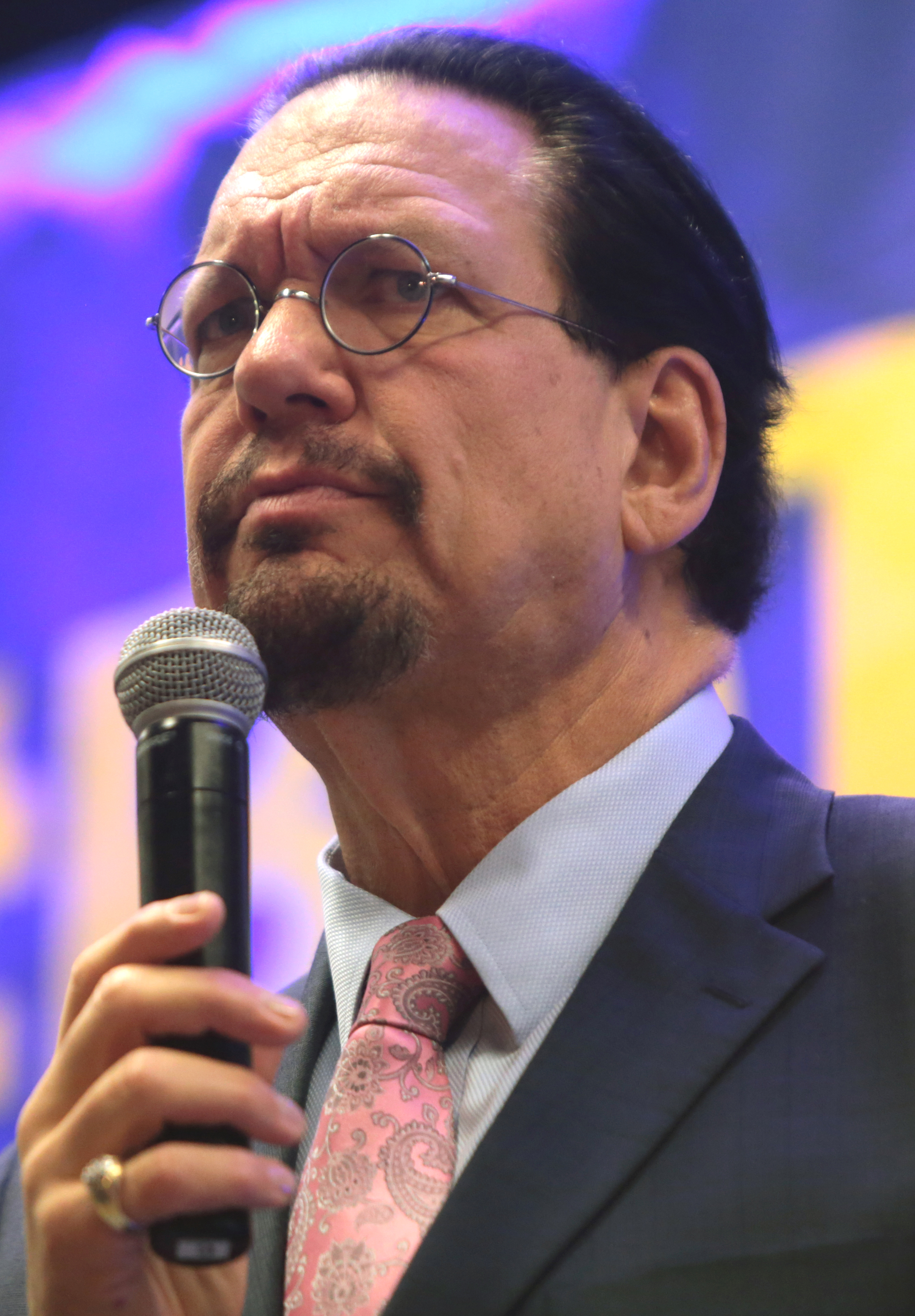
Перша історія в епізоді була заснована на оповіданні Пенна Джиллетта «Болезалежний», написаному у 1980-х.

Перші два сезони Чорного дзеркала були показані на телеканалі Channel 4 у Великій Британії, а у вересні 2015 Netflix замовив сезон на 12 епізодів і в березні 2016 купив права на серіал за  40 млн доларів. Замовлення на 12 епізодів було поділене на два сезони, по шість епізодів кожен.
Перша з історій епізоду — історія лікаря Доусона — заснована на оповіданні Пенна Джиллетта «Болезалежний». Джилетт написав оповідання, ґрунтуючись на власному досвіді перебування у соціальній лікарні в Іспанії у 1981 році, де йому було важко поставити діагноз через мовний бар'єр. В оповіданні «Болезалежний» теж існує технологія, яка дозволяє лікарю відчувати те, що відчувають його пацієнти, але, за словами Джиллетта, «у цього типа розвивається залежність від болю, і він починає бити пацієнтів, щоб відчувати їхній біль. Також він впадає у садомазохізм, а єдиним його бажанням стає приєднатися до Ісуса на хресті». Джиллетт хотів написати книгу на основі цього оповідання, але видавництва відмовилися його друкувати через його занадто темний тон. Зрештою він знайшов можливість переговорити з Чарлі Брукером, а за дві роки по тому Брукер зв'язався з Джиллеттом і пояснив, що «Чорний музей» буде епізодом-антологією, і він хоче використати «Болезалежного» як його частину. Джиллетт дозволив використати його оповідання, хоча Брукер зробив необхідні для серіалу редагування.
Деніел Лапейн виконує роль лікаря Пітера Доусона, хоча раніше вже з'являвся у серіалі в епізоді «Історія твого життя».
Знімання епізоду тривало місяць. Знімання відбувалося у Неваді та Іспанії.

### Маркетинг
У травні 2017 на Reddit неофіційно оголосили назви усіх шести епізодів та імена режисерів. Перший трейлер було оприлюднено 25 серпня 2017, у ньому містилися всі шість назв.
Починаючи з 24 листопада 2017, Netflix оприлюднював серію постерів та трейлерів до четвертого сезону серіалу, цю акцію назвали «13 днів Чорного дзеркала». 6 грудня Netflix оприлюднив трейлер, у якому містилися кадри з усіх епізодів сезону та анонс того, що сезон вийде 29 грудня.

### Зв'язки з попередніми епізодами
За словами режисера епізоду Колма Мак-Карті, «Чорний музей» містить посилання на кожен із попередніх епізодів Чорного дзеркала; багато з них було розміщено художником-постановником Джоелем Коллінзом. Наприклад, Джек читає комікс під назвою «П'ятнадцять мільйонів нагород»; на екрані біля входу до музею демонструють ролик із Вікторією Скілейн із «Білого ведмедя». Багато музейних експонатів взято з попередніх епізодів: АКД із епізоду «Ворог народу»; льодяник, який Дейлі використовує, щоб клонувати сина Волтона в «Космічному човні Калістер»; батьківський планшет з епізоду «Аркангел»; скривавлена ванна, у якій було вбито чоловіка Шазії з епізоду «Крокодил». Крім того, епізод робить декілька посилань на «Сан Джуніперо», включно з назвою компанії TCKR, шпиталем святого Джуніпера та вбранням Йоркі та Келлі, що використане як експонати музею.